# لین فریش
لین فریش (انگلیسی: Linn Farrish; ۳ اکتبر ۱۹۰۱ – ۱۱ سپتامبر ۱۹۴۳) بازیکن راگبی ۱۵ نفره اهل ایالات متحده آمریکا بود.